# Magdalena Czyszczoń
Magdalena Czyszczoń, née le 4 mars 1995 à Zakopane, est une patineuse de vitesse polonaise.

## Palmarès

### Jeux olympiques d'hiver
| Épreuve / Édition               | 500 mètres | 1 000 mètres | 1 500 mètres | 3 000 mètres | 5 000 mètres | Mass start   | Poursuite par équipes |
| JO 2018 Corée du SudPyeongchang | —          | —            | —            | —            | —            | #11 h1 r1/r2 | —                     |
| JO 2022 Chine Beijing           | —          | —            | #30          | —            | #12          | #10          | #8                    |

Légende :
- : première place, médaille d'or
- : deuxième place, médaille d'argent
- : troisième place, médaille de bronze
- : pas d'épreuve
- — : Non disputée par le patineur
- DSQ : disqualifiée

## Records personnels
| Distance     | Temps                                             |
| 500 mètres   | 41,31 (Inzell, 09.03.2024)                        |
| 1000 mètres  | 1 min 21 s 03 (Calgary, 25.11.2017)               |
| 1500 mètres  | 1 min 58 s 90 (Salt Lake City, 05.12.2021)        |
| 3000 mètres  | 4 min 05 s 32 (Calgary, 10.12.2021)               |
| 5000 mètres  | 7 min 05 s 50 (Calgary, 16.12.2022)               |
| 10000 mètres | 15 min 42 s 20 ( Tomaszów-Mazowiecki, 27.02.2021) |